# Кріс Рід
Кріс Рід (англ. Chris Reed, яп. クリス・リード; 7 липня 1989, Каламазу, Мічиган, США — 14 березня 2020, Детройт, Мічиган, США) — японський фігурист, що виступає у танцях на льоду в парі зі своєю сестрою Кеті Рід. Вони — триразові чемпіони Японії з фігурного катання (2008—10, поспіль), учасники міжнародних змагань з фігурного катання (двічі 7-мі на Чемпіонатах 4 Континентів, 2007 і 2008 та двічі 16-ті на Чемпіонатах світу, 2008 і 2009), на дебютній XXI Зимовій Олімпіаді (Ванкувер, 2010) стали 17-ми.

## Родина
Кріс народився, виріс і живе в теперішній час у США. Його батько — американець, а мати — японка. Крім старшої сестри Кеті, з якою він виступає у танцях на льоду, Кріс має ще молодшу сестру Еллісон Рід, яка виступає в танцях на льоду з Отаром Джапаридзе за Грузію.

## Кар'єра
Кріс почав кататися на ковзанах у 1994 році. Танцювальний дует з сестрою склався 2001 року. У 2006 році вони виграли Чемпіонат США з фігурного катання у категорі новачків.
Зазвичай, за перемогами у категорії новачків йдуть виступи, зокрема і на міжнародних змаганнях, на юніорському рівні, але Кеті, яка є старшою від брата на 2 роки, не могла вже вважатись юніоркою за правилами ІСУ, бо на той час їй уже виповнилось 19 років, однак і до дорослої збірної США, де дуже висока конкуренція, пара навряд чи пробилась би. Відтак, коли Кеті та Крісу Рідам надійшла пропозиція від японської Федерації ковзанярського спорту виступати за батьківщину їхньої матері, тобто за Японію, дует пристав на це.
Починаючи від сезону 2006/2007, пара представляє на міжнародній арені Японію. Причому, змагатися вони почали відразу у дорослій віковій групі, пропустивши юніорський щабель.

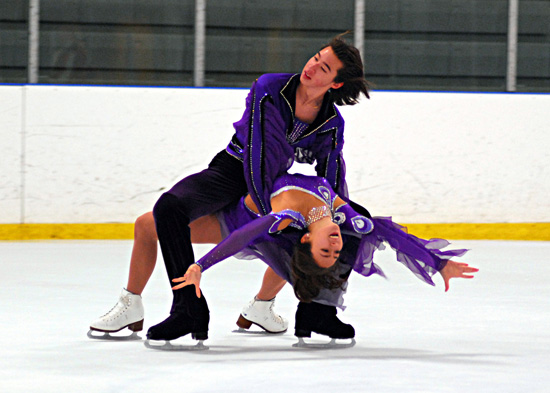
Кеті та Кріс Ріди під час виконання довільного танцю

У сезоні 2007/2008, Ріди взяли участь у серії Гран-Прі сезону, а також здобули своє перше золото Національної першості Японії з фігурного катання (крім них, інших танцювальних пар на Чемпіонаті не було). Крім того, пара сестри і брата Рідів у цьому ж сезоні дебютувала на Чемпіонаті світу 2008 року, де посіла 16-е місце.
У сезоні 2008/2009 фігуристи підтвердили свій титул чемпіонів країни, але цього вже разу з ними суперничали два танцювальні дуети, а на світовій першості 2009 року, як і торік, були 16-ми. Як найкращі за рейтингом сезону японські танцюристи, вони були включені у команду країни на перший у історії Командний Чемпіонат світу з фігурного катання 2009 року, де стали 5-ми, принісши в доробок команди 8 балів.
У сезоні 2009/2010 знову перемогли на Національній першості з фігурного катання Японії, а в лютому 2010 року взяли участь у олімпійському турнірі танцювальних пар на XXI Зимовій Олімпіаді (Ванкувер, Канада, 2010), де покращивши свої персоналбести в обов'язковому та оригінальному танцях, а також за сумою обох програм, посіли пристойне 17-е місце (з 23 пар).

## Спортивні досягнення

### за Японію
| Сезони/Змагання                                     | 2006/2007 | 2007/2008 | 2008/2009 | 2009/2010 |
| --------------------------------------------------- | --------- | --------- | --------- | --------- |
| Зимові Олімпійські ігри                             |           |           |           | 17        |
| Чемпіонати світу з фігурного катання                |           | 16        | 16        |           |
| Чемпіонати Чотирьох Континентів з фігурного катання | 7         | 7         | WD        |           |
| Чемпіонати Японії з фігурного катання               | 2         | 1         | 1         | 1         |
| Етапи Гран-Прі: «NHK Trophy»                        |           | 8         | 8         | 7         |
| Етапи Гран-Прі: «Skate America»                     |           | 9         |           |           |
| Командний Чемпіонат світу з фігурного катання       |           |           | 5/3*      |           |
| Турніри: «Золотий ковзан Загреба»                   | 4         |           |           | 5         |

- WD = знялися зі змагань
- * — місце в особистому заліку/командне місце

### за США
| Сезони/Змагання                    | 2003/2004 | 2004/2005 | 2005/2006 |
| ---------------------------------- | --------- | --------- | --------- |
| Чемпіонати США з фігурного катання |           |           | 1N.       |
| Eastern Sectionals                 | 10N.      | 5N.       | 1N.       |
| North Atlantic Regional            |           | 1N.       |           |

- N = рівень новачків

## Виноски
1. ↑  Досьє пари Еллісон Рід/Отар Джапаридзе на офіційному сайті Міжнародного союзу ковзанярів. Архів оригіналу за 6 березня 2010. Процитовано 24 лютого 2010. Досьє пари Еллісон Рід/Отар Джапаридзе на офіційному сайті Міжнародного союзу ковзанярів (англ.)